# هزارجریب

هزارجریب از نمای ایران

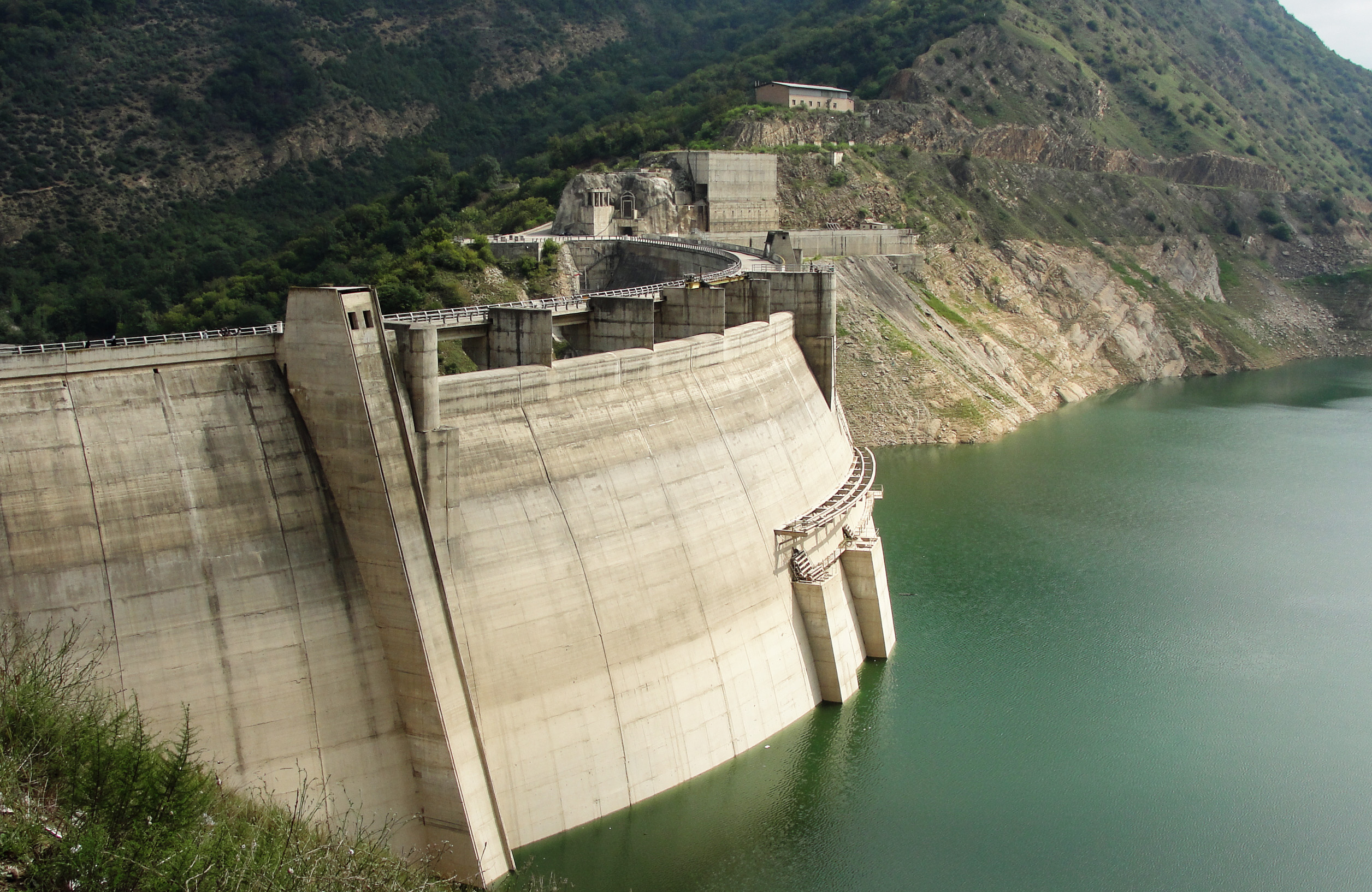
سد سلیمان تنگه در بخش دودانگه‌ی ساری

هزارجریب منطقهٔ وسیعی در رشته‌کوه البرز است حد فاصل سوادکوه و سمنان وگلستان است که وسعت آن از سوادکوه تا گرگان است.
در دو سمت شمال و جنوب از طرفی به جلگه مازندران و از طرف دیگر به سمنان و دامغان محدود می‌باشد. در تقسیمات کشوری از این واژه جز برای نامیدن یکی از دو بخش شهرستان نکا استفاده نشده‌است. قسمت‌هایی از هزارجریب در استان سمنان و گلستان واقع است.
در لغت‌نامهٔ دهخدا از هزارجریب با واژهٔ «ناحیه» نام برده شده‌است و با استناد به منابعی از حدود و توابع و معادن آن سخن رفته‌است.

## وجه تسمیه
ابن فقیه همدانی (سدهٔ ۴) می‌نویسد که در بیرون شهر ساریه هزار جریب زمین از آن بنداد هرمز است و آن زمین همان اموال خالصه‌ای است که وی از جریر بن یزید والی تبرستان خرید. این اشاره شاید کهن‌ترین اطلاعی باشد که از خاستگاه نامگذاری هزارجریب در دست است.

## کرانه‌های هزارجریب

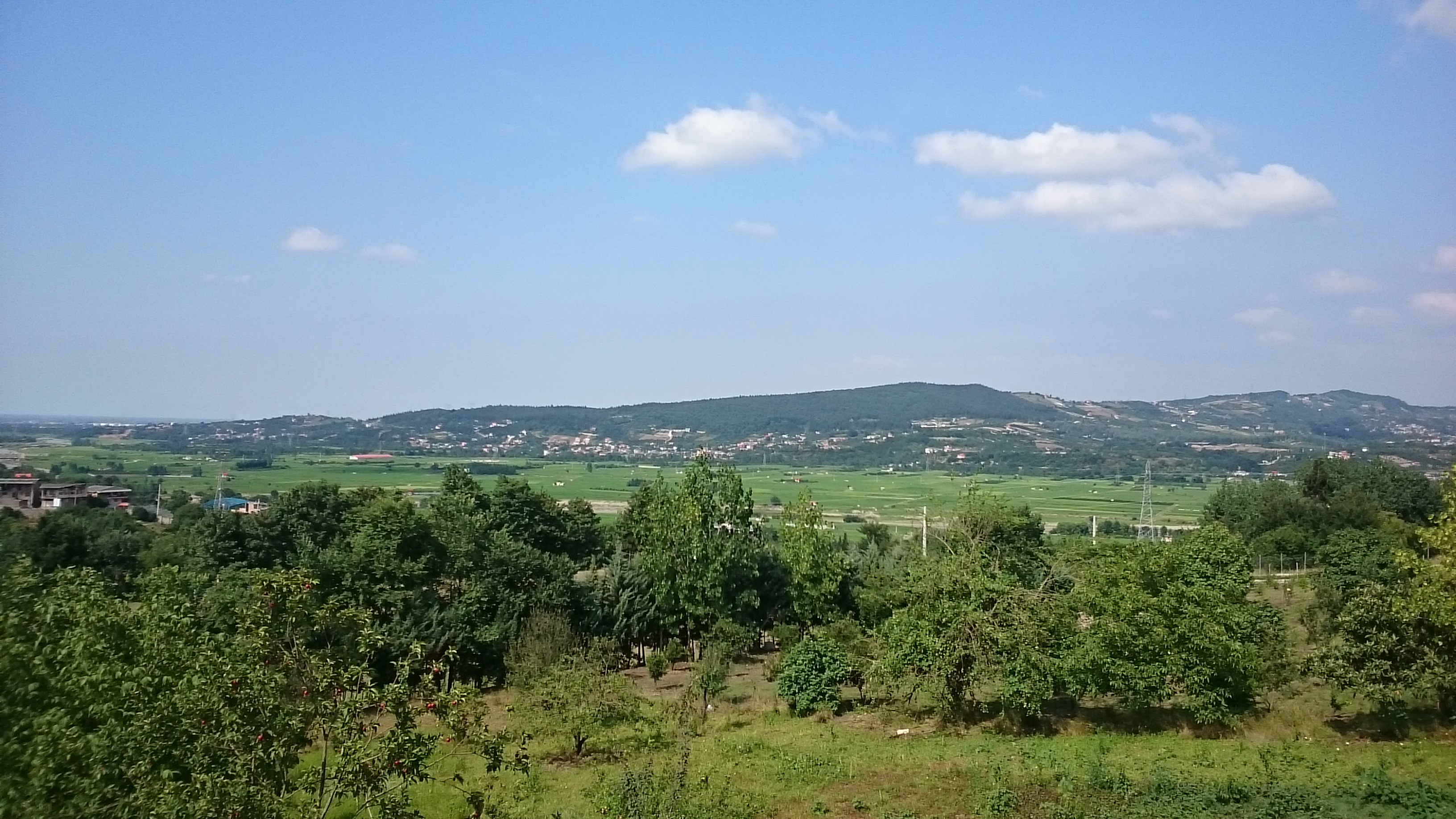
نخستین رشته تپه‌های روییده در دشت مازندران که در راستای شمال به جنوب به بلندایشان افزوده می‌شود

گنبد رادکان در روستای رادکان منطقهٔ هزارجریب کردکوی

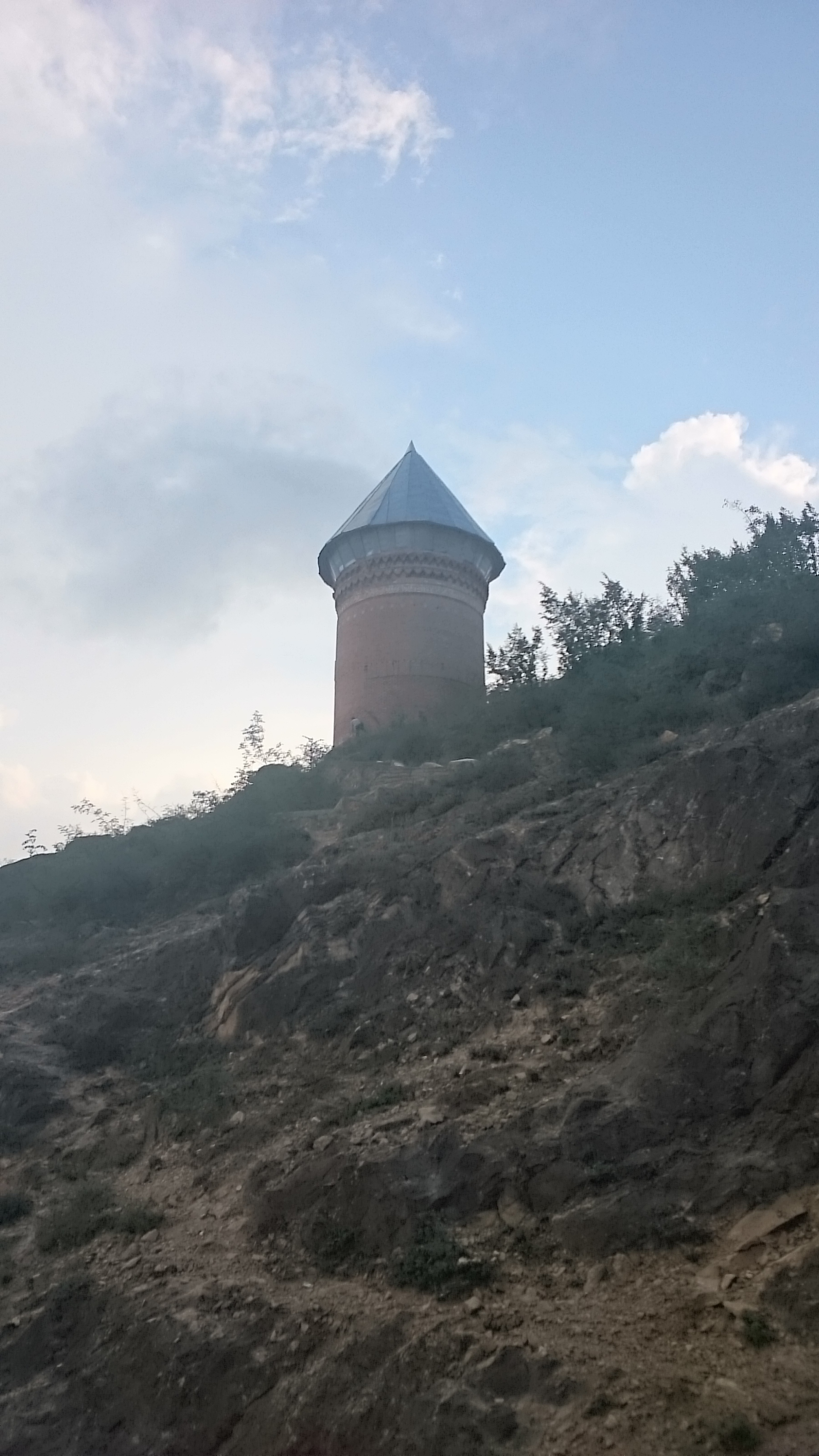
برج رسکت در روستای دودانگهٔ ساری

کنسول جمیز اَبُت در گزارشش از سفر به مازندران می‌گوید هزارجریب در جنوبِ نخستین «رشته تپه‌هائی» که در بخش مسطح مازندران می‌رویند و ناهمواری‌ها را تشکیل می‌دهند واقع است.
اسماعیل مهجوری می‌نویسد حد فاصل سوادکوه و استرآباد، هزارجریب نام دارد و سرزمین آن به دو بخش تقسیم شده‌است. چهاردانگه و دودانگه. چهاردانگه نیز سه قسم است: «چهاردانگهٔ سورتیجی، چهاردانگهٔ مسعود الملک و چهاردانگهٔ شهریاری به مرکزیت یانه سر»

## فرهنگ و آئین

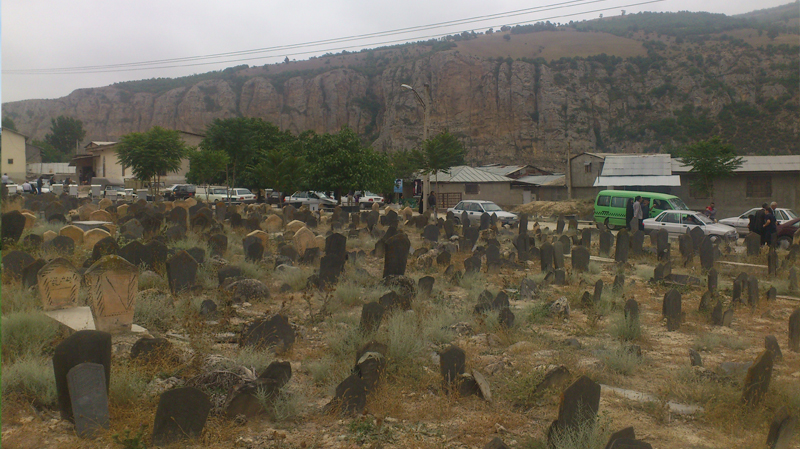
گورستان سفید چاه در بخش یانه‌سر شهرستان بهشهر

زبان مردم هزارجریب زبان مازندرانی است.
در هزارگری تا سدهٔ هشتم اسلامی همچنان مردمانی از جمله خاندان شهریار به دین نیاکان خود بوده‌اند تا اینکه در این سده بدست سادات عمادی مازندرانی اسلام پذیرفتند.

## هزارجریب در کتب تاریخی

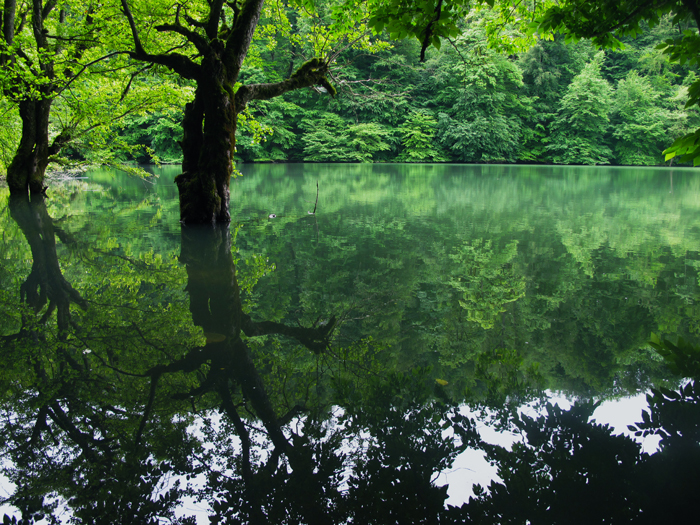
دریاچه میانشه در روستای چورت چهاردانه‌ی ساری

خانهٔ شهریاری در روستای یانه‌سر شهرستان بهشهر که روزگاری مرکز چهاردانگهٔ شهریاری بوده‌است

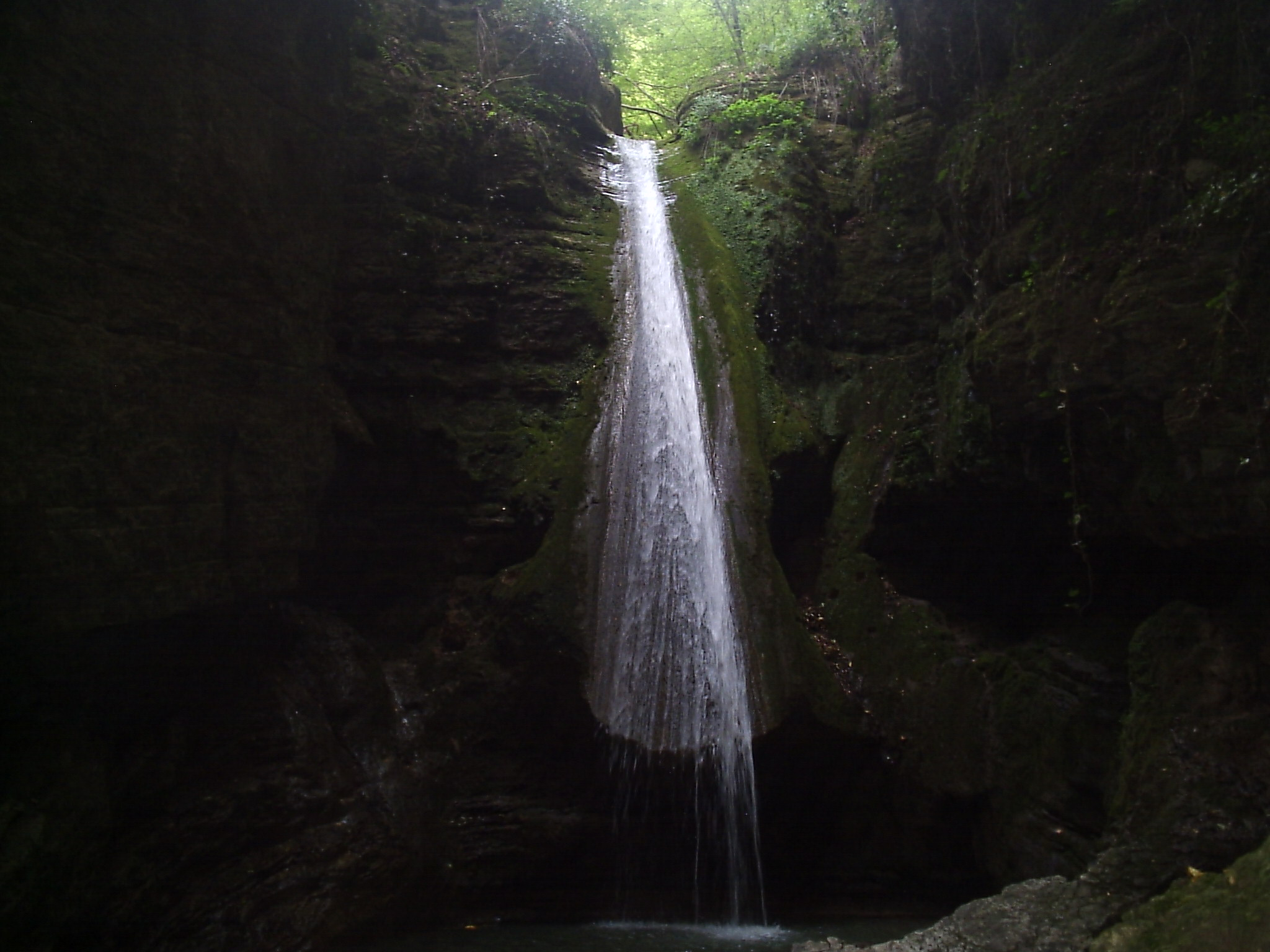
آبشار سنگ نو در شهرستان بهشهر

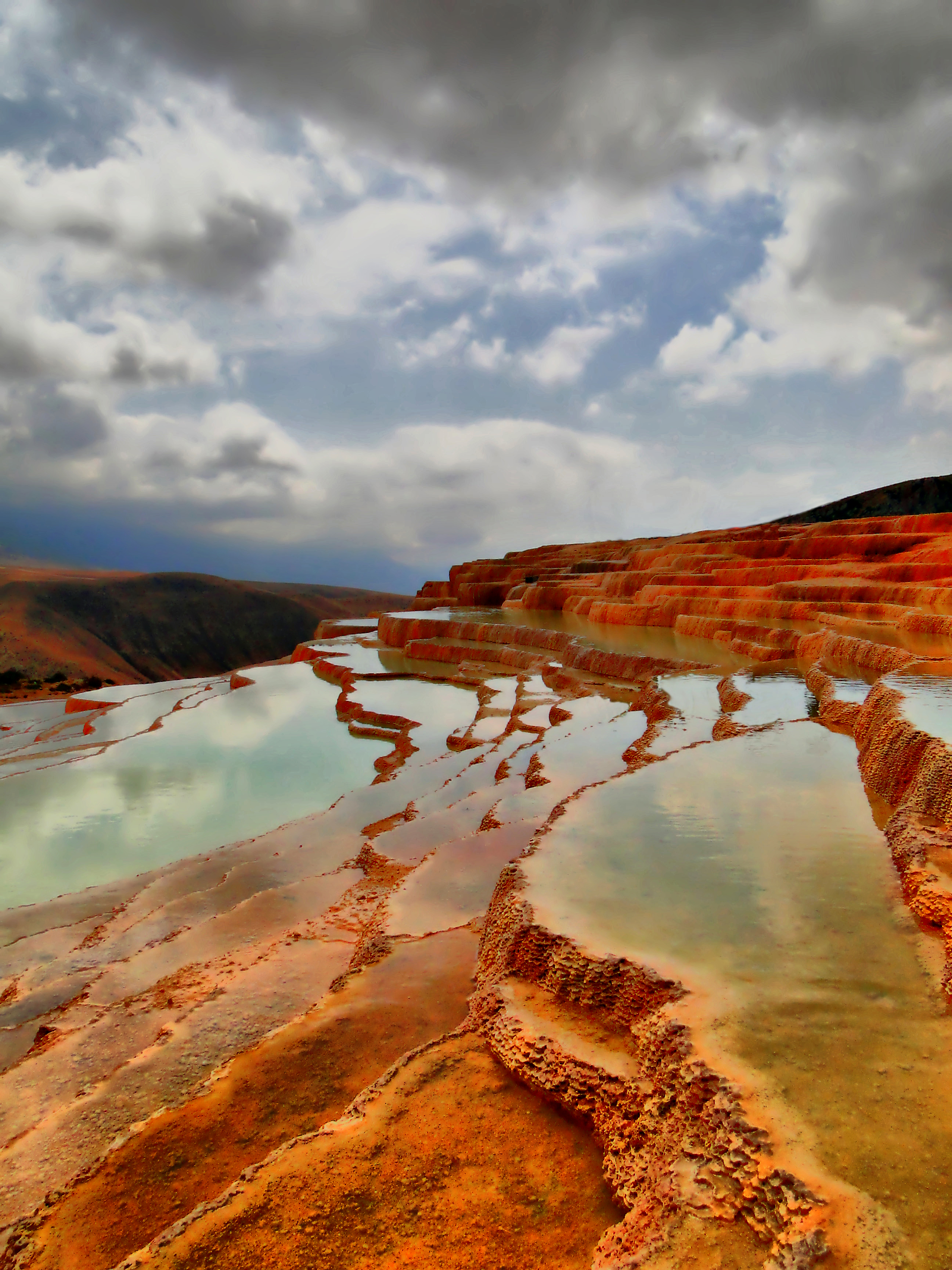
باداب سورت در چهاردانگه‌ی شهرستان ساری

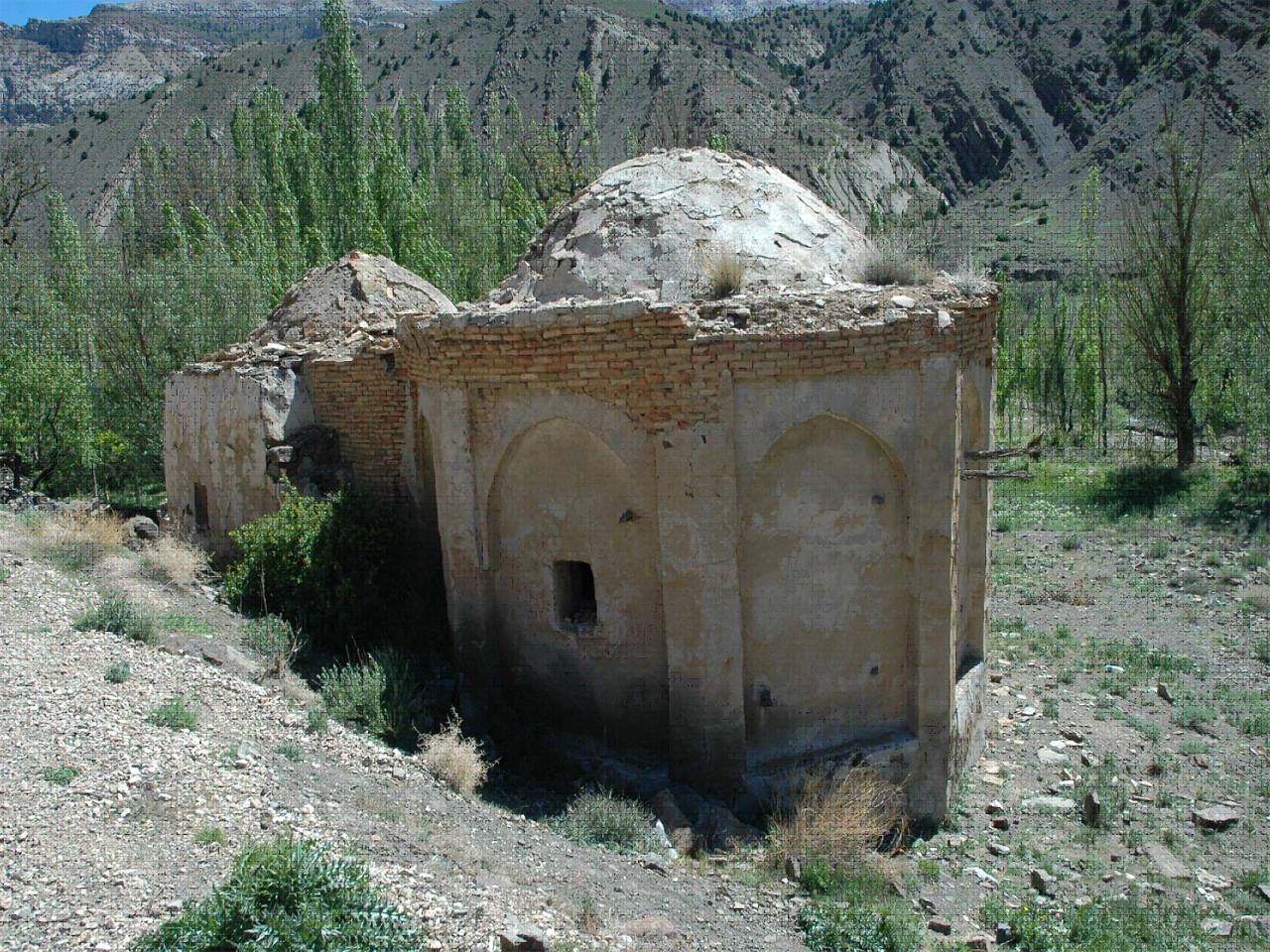
آرامگاه سید تاج‌الدین فرمانروای هزارجریب در پرور

در کتب تاریخی به خصوص تاریخ ابن اسفندیار، تاریخِ مازندران، رویان و تبرستان ظهیرالدین مرعشی و … به کرات از هزار جریب یا هزار گری نام برده شده‌است.

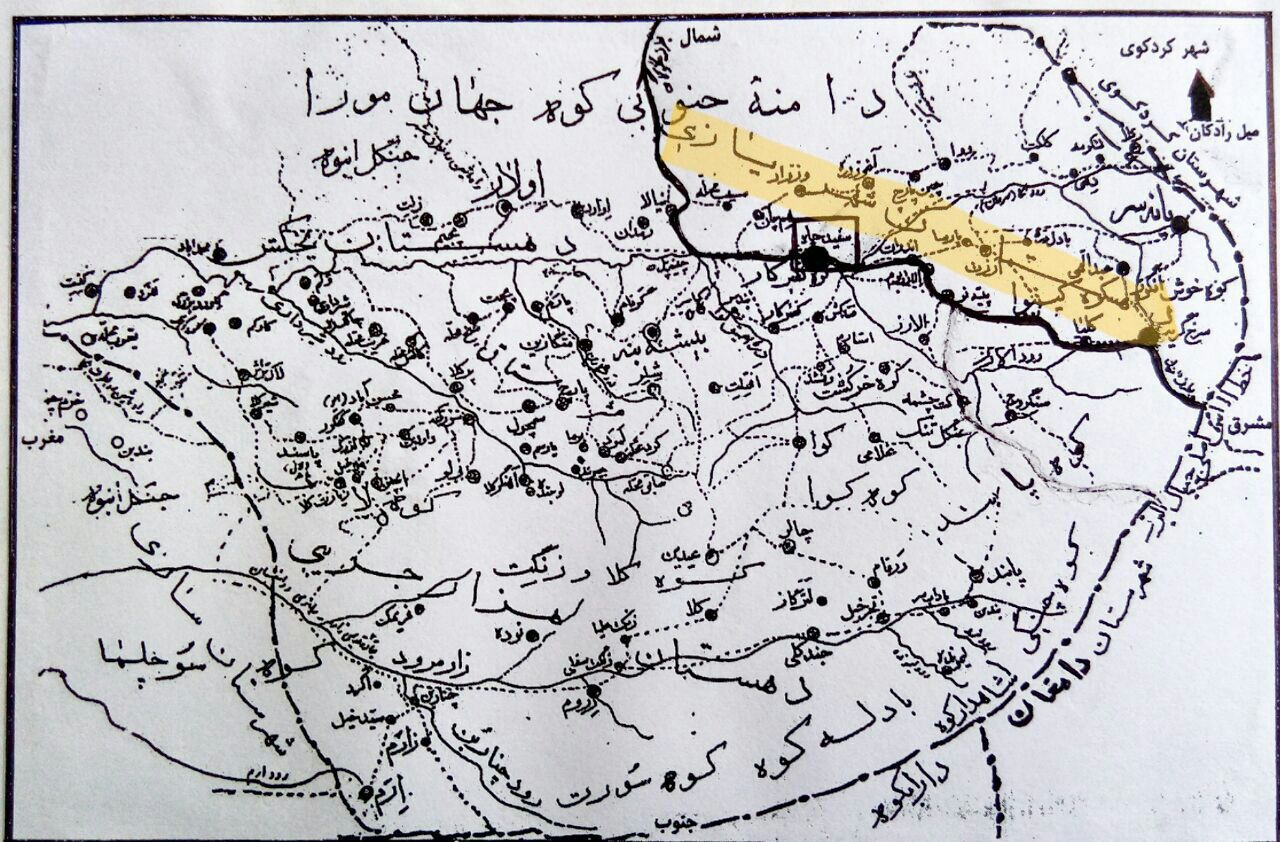
دهستانهای شهریاری ، هزارجریبی و یخکشی در نقشه تاریخی هزارجریب

- اعتمادالسلطنه هزارجریب را همان «کوهستان ونداد هرمز» می‌داند[۷]
- یاسنت لویی رابینو کنسول دولت بریتانیا در رشت، در کتاب خود یعنی سفرنامهٔ مازندران و استرآباد، می‌نویسد: «بلوک هزار جریب شامل دو قسمت است: یکی چهاردانگه دیگری دو دانگه. می‌گویند هزار جریب به فخر عمادالدوله پسر امام زین‌العابدین تعلق داشته‌است. او پیش از وفات املاکش را میان سه پسر خود که یکی از آن‌ها از مادر دیگر بوده تقسیم کرد؛ بنابراین به دو برادر تنی باهم چهار ششم یا چهاردانگ و به نابرادری آن‌ها دو ششم یا دو دانگ دیگر رسید.» افضل‌الملک نیز در سفرنامهٔ خود روایتی همانند دارد.
- جیمز اَبُت نیز در سفرنامهٔ مازندران (زمان محمدشاه قاجار) اطلاعاتی از هزارجریب و تقسیم آن به دودانگه و چهاردانگه به دست می‌دهد. در سفرنامهٔ کلنل برسفرد لوات کنسول دولت بهیه انگلیس در استرآباد نیز نام و توضیحات مختصرِ چندین روستا از روستاهای هزارجریب که در مسیر حرکت وی بوده‌اند به چشم می‌خورد.[۸]
- گریگوری ملگُنُف در سال ۱۸۵۸ و ۱۸۶۰ در پی انجام مأموریتی از سوی حکومت قفقاز (برای اجراء وصیت‌نامه پتر کبیر) به شمال ایران این سفر کرد. در سفرنامهٔ او با ذکر این موضوع که هزارجریب به دو منطقهٔ دودانگه و چهاردانگه تقسیم می‌شود از مرزهای هزارجریب نام برده می‌شود: استان استرآباد، رود کوچک ساور در روستای کندو در نیم فرسنگی غرب رادکان، روستای برکوله (بارکلا) و نیلا (نیالا) در اشرف در نزدیکی جادهٔ شاهرود، روستای سرخ‌گریه(سرخ‌گریوه) و بالخاس(مال‌خواست) و چشمهٔ آروس (چشمهٔ آب شور روستای ارست یا همان باداب سورت) و چهارده (چهارده کلاته یا دیباج).

همچنین در این سفرنامه یانه‌سر به عنوان زیباترین روستای هزارجریب معرفی و از چراگاه خوش‌انگور و خانهٔ مالک روستا با سبک ساختمانی خاصش یاد می‌شود.
- اسماعیل مهجوری در تاریخ مازندران می‌نویسد: «طبرستان چهارده بخش داشته که هر یک مسجد جامعی می‌داشته‌اند، این چنین: آمل، ساریه، مامطیر، ترنجه، ربست، میلا، هزار جریب، مهروان، تمیش، تمار، ناتیل، چالس، رویان و کلار» (مهجوری پوشینهٔ ۱ صفحهٔ ۳۸)
- منوچهر ستوده، از آستارا تا استرآباد، پوشیهٔ ۳ صفحهٔ ۱۰ و ۱۱: «سه منطقه عمده کوهستانی در مازندران وجود داشته: ۱- کوهستان ونداد هرمز که شامل هزار جریب بود ۲- کوهستان وندا سنجان بن الندابن قارن ۳- کوهستان شروین بن سرخاب که شامل قسمت جنوب شرقی مازندران بوده‌است.»
- حسین اسلامی ساروی جغرافیای تاریخی ساری صفحهٔ ۱۸۹: «هزار جریب (دودانگه و چهاردانگه) به سبب شرایط خاص اقلیمی – کوه و جنگل امکان دفاع و تهام را بیشتر داشت و آسیب‌پذیری این منطقه به نسبت قسمت دشت ساری کمتر بود، به همین سبب در طول تاریخ توانسته از ساری دفاع کند، تا نیست و نابود نشود و با فراز و نشیب‌های فراوان همچنان بماند در این گردش طولانی و پر افت و خیز این مسئولیت و سیادت تاریخی به عنوان میراث همچنان حفظ کند و مرکز اصیل طبرستان بماند.»
- فرهنگ جغرافیایی ایران پوشینهٔ ۳ صفحهٔ ۳۲۵: نام یکی از دهستان‌های چهارگانه شهرستان ساری است که جنگل‌های انبوه دارد. آب آنجا از چشمه‌سارها و محصول آن غله، دیمی، ارزن، لبنیات و عسل است. زارعت برنج هم در برخی از قراء معمول است. این دهستان ۵۴ آبادی و در حدود ۱۵ هزار تن سکنه دارد. قراء مهم آن عبارتند از: پابند، ارم، کچب محله، پوروا، متکازین، ولامده و آکرد.
- جغرافیای طبیعی کیهان: هزارجریب ناحیه‌ای است کوهستانی در مازندران که از مشرق به شاهکوه، از مغرب به ساری و سوادکوه و از جنوب به سمنان و از شمال به اشرف محدود است. رود نیکا در شمال آن از مشرق به مغرب جاری است و قسمت علیای رود تجن از مرکز آن می‌گذرد و آن را به دو قسمت دودانگه و چهاردانگه تقسیم می‌نمایند.

## مردمان پرآوازه
- رضا قلی خان هدایت
- علی کردان (وزیر کشور احمدی‌نژاد)
- علی‌اکبر داور (وزیر دادگستری رضاشاه)
- حسین قدس نخعی (وزیر خارجهٔ محمدرضا شاه)
- مناف هاشمی (سرپرست وزارت جوانان)
- سردار رفیع یانسری
- علی‌قلی مسعودالملک هزارجریبی
- مشدی پروری
- سهراب محمودیان
- سادات عمادی مازندرانی
- میر عمادالدین
- سید عزالدین حسن
- سید رضی‌الدین
- ملا محمدصالح مازندرانی
- محمدسعید اشرف مازندرانی
- ملک محمود ولاش
- نورالله طبرسی
- سید صابر جباری
- سید احمد میرعمادی
- یاسر خاسب
- سید حسن شجاعی کیاسری
- سامی هزارجریبی
- طوفان هزارجریبی
- نشاطی هزارجریبی
- علی یخکشی (پدر دانش محیط زیست ایران)
- بهنام احسان‌پور

دکتر مجید شعبانی(رئیس فقید شورای شهر نکا)
صاحب حجتی(قائم مقام اموال تملیکی کشور)

## مکان‌ها
- برج رسکت
- شهریارکوه
- قارن‌کوه
- شروین‌کوه
- پناهگاه حیات وحش دودانگه و چهاردانگه
- پارک ملی پابند
- منطقه حفاظت‌شده هزارجریب
- گورستان نیالا
- گورستان سفید چاه
- خانه ابراهیم خان حاکم دودانگه
- خانه شهریاری
- خانه صفر قلی هزارجریبی
- خانه احمدعلی‌خان هزارجریبی
- تپه دینه سر گلوگاه
- محوطه گندآب خرند (پرور)
- پارک ملی کیاسر
- باداب سورت
- دریاچه میانشه
- دریاچه الندان
- قلعه تپه بادله کوه
- حمام تیلک
- حمام سواسره
- حمام پرکوه
- برج چاشم